# 企业孵化器
企业孵化器（Business incubators）是一种为初创型小企业提供所需的基础设施和一系列支持性综合服务，使其成长为成熟企业的一种新型经济组织。孵化器以协助企业成长，降低创业企业的风险和成本，将创造出成功的企业，实现财务资助和独立经营为最主要的目的。

## 历史
企业孵化器这一正式的概念起源于美国。1958年美國人口大量增加，共和黨艾森豪政府推動《聯邦小企業投資法》（Federal Small Business Investment Act） 等稅收措施，形成著名的天使投資者概念以及小企業育成中心的產生。1959年，约瑟夫·曼库索在纽约州的贝特维亚建立了世界上第一个企业孵化器。1956年，贝特维亚地区最大的企业，大型设备制造商Massey Ferguson公司倒闭，破产后仅留下一栋闲置的综合大楼以及大量的失业工人，当地的失业率迅速窜升至20％以上。此时，曼库索家族创办的曼库索商业发展集团接手了闲置的大楼，由约瑟夫·曼库索任经理。曼库索在管理中发现传统的经营模式很难重振这一地区的商业活力，于是他将大楼分隔成许多个小单元，分别承租给不同的小企业，并共享办公场地。曼库索还向承租的企业提供融资、咨询等服务来促进承租企业的成长。一次他偶然间从楼内一家养鸡企业活蹦乱跳的小鸡中得到灵感，将这种经营模式命名为「企业孵化器」。1959年，约瑟夫·曼库索在原有基础上成立了世界上第一个孵化器一一贝特维亚工业中心，在最初的五年间，该中心为这一地区创造了数以千计的就业机会。
1980年代，孵化器开始在美国本土快速发展并经英国和欧洲传向世界，欧洲的孵化器最早出现在1960年代的英国。1970年代，澳大利亚（1972年）、亚洲（1974年）分别出现了第一个企业孵化器。1980年代，斯堪的纳维亚（1982年）和德国（1983年）也相继成立了孵化器，孵化器也出现了创新中心（innovation centres）、企业苗圃（pépinières d’entreprises）、科技园（technopoles/science parks）、创业中心（中国大陆地区）、育成中心（台湾）等多种形式与名称。
据美国企业孵化器协会（NBIA）估计，全球范围内约有7000家孵化器。以集成企业资源为目的的虚拟科技孵化器是孵化器发展的一种新模式，虚拟孵化器跳出了区域的限制，现已推广至世界各地。

## 孵化器的服务
企业孵化器的建立对的经济和社会经济会产生积极的影响，其中包括有，创造就业岗位和财富、培养一个社会的创业氛围、科技成果转化、带动当地经济、建立或高速增长当地产业集群、商业创造与规划、鼓励妇女和少数民族创业、为由大公司部门成为独立分公司及一个公司分开成为两个或几个独立的公司提供机会、振兴当地社区。孵化器建设作为促进科技成果转化和高新技术产业化的重要手段，从综合性孵化器向专业化方向发展，出现面向特定技术领域和特定创业群体的多种新型孵化器组织形式。据美国孵化器协会统计，北美洲的孵化器有54%属于综合性的、39%属于专业性的，还有7%属于服务于特定创业对象的，如面向利基市场的企业、生产型企业等。

### 综合性企业孵化器
据哈佛商学院在2000年的一次调查中显示，只提供一般行政性服务的传统型孵化器培育出的初创企业大都在不久后倒闭歇业，所以孵化器的服务范围也已跳出了行政性服务范畴。综合性的孵化器服务的种类包括有实体设备功能、管理支持功能、技术支持功能、财务获得功能、法律协助功能、关系网络协助功能共六大类。对于初创企业而言，孵化器可以为其合理分摊创业成本和创业风险，帮助创业者少走弯路，降低当地创新成本的作用。

### 专业性企业孵化器
专业企业孵化器针对特定产业领域的企业提供专业孵化服务，包括专业技术人才、专家技术咨询、市场信息服务体系等，还拥有专业技术平台的支持，能够为特定领域的项目孵化提供研发、测试、中试等专业化的实验平台，是孵化器发展到一定阶段后出现的新型组织形式。专业孵化器内聚集的是一批以专业化分工和协作为基础的同一产业或相关产业的科技型中小企业群，通过信息的交流，逐渐形成一个创新群落，在创新中发挥集群优势。

### 特定创业对象的孵化器
不同方面的创业者，在创业时所需要提供的服务有所差异，所以出现了针对特定创业者服务的孵化器建设，大学科技园就是典型的针对大学创业者的企业孵化器。大学科技园强调大学与企业、社会的对接，强调高科技成果的转化和应用，促进大学与工业间的技术转移和产品的商业化，可以减少大学科研工作的盲目性，提高科技成果产业化的效率，对经济、科技、教育和社会进步的作用已经日益显现，并受到世界各国政府的重视。此外，面对生产型企业创业者和小众市场的创业者也有着相应的孵化器。

## 各地发展

### 美国本土的发展
美国是孵化器的发源地，但从1959年首家孵化器诞生于美国之后，直到1970年代末之前孵化器在美国本土一直未受到外界的广泛重视，截至1980年美国本土的孵化器总数只有12家，且大都集中于美国东北部、大西洋沿岸的中部和中西部地区。1980年代，孵化器的运营模式开始受到美国联邦政府的重视，特别是美国中小企业管理局（SBA）的重视，得到了政府层面的大力推广，孵化器在美国进入了高速发展阶段。1990年，北美的孵化器数量达到了400家。
由于发展速度过快，导致部分孵化器建设过于盲目，1990年代前期美国的孵化器发展出现了停滞。但随着风险资本的引入，使得孵化器内的初创企业得到了更有效的帮助与资本的投资，孵化器开始企业化运作并且出现了创业孵化集团，美国的孵化器在1990年代后期迎来了第二轮的高度发展。到2002年美国的孵化器总数达到了1000个左右，其中有15%属于营利性孵化器。2005年，北美洲的企业孵化器帮助了超过27000家企业，创造了超过10万个就业岗位，收入170亿美元。2006年10月，北美的孵化器总数超过了1400个。 
2010年12月3日，美国六个新建的企业孵化器在该国最大城市纽约动土施工，首个位于布朗克斯区，叫做阳光布朗克斯企业孵化器（Sunshine NY Bronx）， 是由纽约市经济发展公司（NYCEDC）与主要为曼哈顿地区创业公司提供场地的阳光套房公司（Sunshine Suites）联合创建的。美国孵化器发展较好的地区还包括纽约州的特洛伊、芝加哥、洛杉矶、费城、圣何塞、亚特兰大等新经济产业发达，商务成本高，年轻人才聚集的地区。
由于美国的创新体系是以企业为主体，真正的创新创业人才和优秀的管理者会选择直接创办企业，致使许多美国传统的孵化器面临着吸引人才难的问题，孵化器所能得到的政府扶持也十分有限。

### 引入西欧获成功

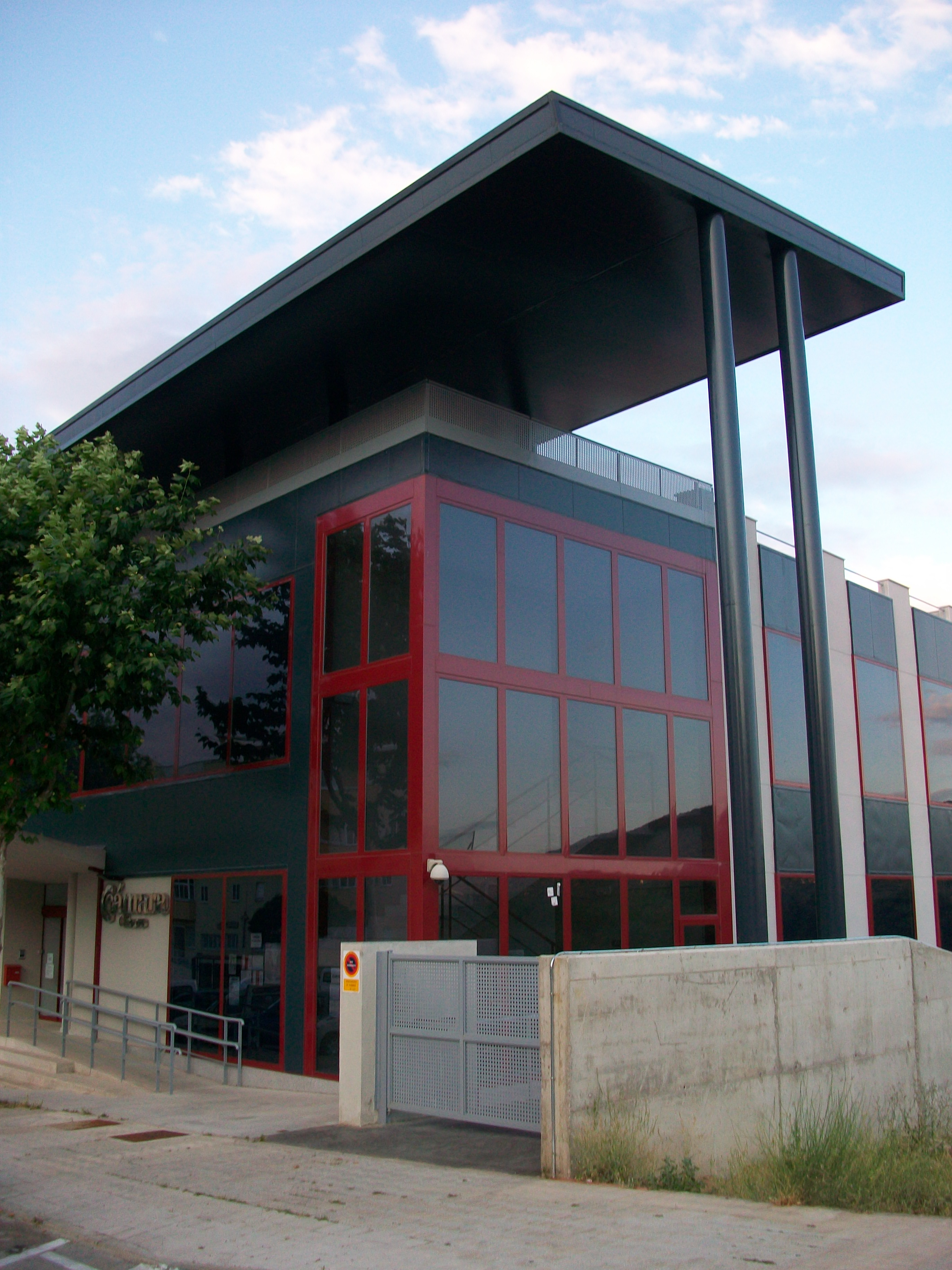
西班牙卡塞雷斯省普拉森西亚市商会的孵化器

西欧的孵化器主要是依靠政府机构引导的，是在美国本土快速发展后传播过去的。欧洲最早的一批孵化器建于1960年代的英国，是一些大学研究园对创业者进行技术上的帮助，比如爱丁堡赫瑞瓦特大学、剑桥大学等。1970年代初期，孵化器逐渐成为一项重要的创新政策和区域发展政策流行于西欧各国之间。1980年代中期起，欧共体结构型基金机构（Community Structural Funds）开始扶持孵化器，遍及整个欧洲。1990年代，欧盟开始向各国及各地区业界和投资方推广孵化器作为培育创新和创造就业手段的潜能，大量国有资金的投入使得孵化器在欧盟地区取得了蓬勃的发展。在西欧与创业孵化相关的学术研究机构已十分成熟，大学创办孵化器是其一大特色，激发大学生科技创业活力。据2002年欧盟的一项调查统计，该年西欧拥有900个孵化器。
英国是欧洲最早建设孵化器的国家，但在1980年代之前数量很有限。1980年代撒切尔夫人执政时期为解决日益严重的失业问题，政府将中小企业置于非常重要的地位，加之大学数量增加使得政府对大学的投入减少，大学科学园区开始赋予了孵化器的功能。1997年，英国财政部统计，英国共有25个孵化器。1998年，贸易工商部、金融保险机构、阿斯顿大学、阿斯顿大学科学园等六家机构出资共同成立了孵化器的全国性组织英国企业孵化中心（UKBI）。2005年，据英国企业孵化中心（UKBI）的统计数据该国的孵化器数量已经超过了250个。在英国对不同特点的中小企业分类支持，对研发型中小企业通常采用优惠政策将其引入孵化器中，由科技园区和孵化器进行培育，对其他自主创业的企业主则由当地企业局（LEA）和商务部提供支持，以大学为主体创办的孵化器则有大学提供各类扶持。
1983年，德国第一个企业孵化器柏林创新中心（BIG）的成立，此后德国近200个城市建立了类似的孵化器。1980年代末，德国的大学开始使用孵化器来培育初创企业，并作为促进研究成果商业化的方式。1990年，西德和东德合并，政府鼓励用孵化器推进东部经济的发展，所以德国大部分的孵化器建在原来的东德。孵化器在德国经历了促进产业调整，到培育创新和创造就业的手段，再到技术转化的助推器的三个阶段，孵化器功能的强化和与社会需要的紧密联系促使德国的孵化器发展呈欣欣向荣的局面，目前德国是欧洲孵化器最多的国家。在德国，除少数例外，创新中心主要是公共基金支持和建立的。创新中心要求所有进入中心的企业在3-6年内实现自负盈亏并迁出中心。新企业在中心的最初三年，可能得到政府的资助，个别企业还获得了其投资所需经费的80%的政府资助。
法国的企业孵化器实际为创新项目的孵化器，孵化过程是从提出创意开始，经实验室研究，成果完成，到引入外部资金的投资，并成立公司为止的过程，孵化期从6个月到23个月。孵化项目成立公司以后离开孵化器，可前往到企业苗圃或者科技园发展。法国的企业苗圃（pépinières d’entreprises）是真正培育初创企业的地方，相当于一般意义上的企业孵化器，平均培育时间为2-3年。为促进科技创新与研究成果产业化， 1999年7月12日法国出台了《创新与研究法》，以帮助科技人员创业和研究成果实现价值转换，企业孵化器因此进入了一个新的发展时期。法国有的孵化器有国立、私立、半私立、企业苗圃等多个种类，各孵化器之间也形成了网络，实现信息互通、资源共享。

### 在亚洲的繁荣
亚洲集中了目前世界经济发展最快的国家，全球孵化器总数的三分之一都在亚洲地区，而中日韩三国的孵化器发展尤为繁荣。孵化器也已成为亚洲各国振兴发展经济的重要政策。2001年5月，亚洲区域性的孵化器组织，亚洲孵化器协会（AABI）成立，在亚洲地区推广孵化器项目与合作，现已有18个国家与地区加入。
日本政府从政策上支持创业，1995年颁布《促进中小企业创造性事业活动临时措施法》，1997年颁布《推动具有创新创业精神的人才培养》报告，1998年颁布《大学技术转移促进法》、《新事业创出促进法》、《中小企业有责法》，2000年日本经济产业省又设立了企业孵化设施补助金，使得日本非营利性孵化器与营利性孵化器都取得了较好的发展。日本政府为孵化器开启一站式服务，提供引进人才和社会关系的渠道，并设有扶持创业的专门机构，由中小企业厅与中小企业综合事业团负责。日本企业孵化器协会（JANBO）则是日本第一个支持创建新企业的全国性机构，协会与核心成员机构、大学、技术转化机构、企业界合作在主要城市建立了地区性的平台，为初创企业提供支持服务，包括实施孵化器经理的培训计划、召开研讨会和年会、组织有关调研和统计、开展国际合作、咨询服务等。
中华人民共和国的孵化器基本上是科技型的，以支持创新企业为主，主管部门为科学技术部。1987年6月，武汉东湖创业服务中心是中国首个企业孵化器。中国的企业孵化器在也称高新技术创业服务中心，以初创的科技型中小企业为服务对象，为企业提供研发、中试生产、经营的场地和办公方面的共享设施，提供政策、管理、法律、财务、融资、市场推广和培训等服务，以降低企业的创业风险和创业成本，提高企业的成活率和成功率，促进科技成果转化，培养科技企业家和专门人才，是中国国家创新体系的重要组成部分。除此之外还有服务于留学回国人员创业为主的「国家留学人员创业园」、主要服务于境外技术研发机构、科技型企业及创业者在中国境内开展创新创业活动的「国际企业孵化器」、大学实现社会服务功能和产学研结合的「国家大学科技园」这三种形式的孵化器。中国的孵化器最初均为非营利性质的，此后商业性孵化器也有所发展，国有和民营大中型企业、风险投资机构和跨国公司均经在中国创建了企业孵化器。
相對中小企業韩国同時期大力扶植大型企業，因此中小企業孵化器直到1993年才出现，韩国商工资源部开始推广孵化器计划并配合四所大学创建孵化器，科技部推出科技业孵化器计划又科学技术研究院（KIST）负责执行。1995年，韩国各地区开始建立区域性的孵化器，由各地方政府配合。亚洲金融危机后，众多专业技术人才从破产的大财团中分离出来，新兴小型科技企业的发展提供了契机。为此，韩国政府在1997年8月颁布了《支持高新技术和知识密集型企业发展的特别措施》法案。该法案实施以后，韩国政府支持大学和研究所建立「被认定的孵化中心」，几乎每一所大学和研究所都有了自己的孵化计划，孵化器得以迅速地在韩国发展。
中華民國民國五十五年（1966年）通過《中小企業輔導準則》成立「中小企業輔導工作小組」；民國五十六年設置「中小企業輔導處」，民國六十三年成立「中小企業聯合服務中心」，民國八十年正式制頒《中小企業發展條例》，民國82年12月，成立全國第一家中小企業專業投資與輔導機構-台灣育成中小企業開發股份有限公司。1996年4月，中華民國經濟部正式通过《鼓勵公民營機構設立中小企業創新育成中心要點》，开始实施推动中小企业创新育成政策。由此，台灣各地中小企业创新育成中心逐步建立起来。这一政策的出台与中小企业辅导体系建设相配套，运用中小企业发展基金经费，鼓勵與輔導公民營機構，包括各级政府、學術機構、技術研發機構、公營事業及民營企業，利用現有的軟硬體資源，整合專業技術、人力、資訊與實務經驗，培育中小企業或個人進行創新或創業，加速台灣產業升級。2007年至 2011年間，台灣共130個育成中心輔導超過4,503 家廠商。
在香港，提倡创新及科技发展的法定机构香港科技园，正在筹划一项以科技和设计为本的创业培养计划，旨在协助科技和设计创业者渡过关键的起步阶段。科技园公司筹划了三个创业培育计划，分别为科技，生物科技和设计创业者提供不同形式的支援。

### 其他孵化器
孵化器也不是发达国家和新兴经济体所独有的，拉丁美洲在1986年建立了第一个企业孵化器。1990年代，孵化器这一经济模式也传向了中欧和东欧以及广大非洲地区。在许多发展中国家、最不发达国家也有着许多机构财政支持的孵化器，这类的机构也包括了联合国工业发展组织（UNIDO）和世界银行等。
联合国工业发展组织一直致力于在全球各地的发展中国家内进行创业型企业家培训，并以此来拉动就业，促进发展中国家的经济腾飞。UNIDO创造出一种以全程跟踪方式为企业家创业提供服务的「巴林模式」，准备推广至中国、中东、非洲的21个国家中去，受到了众多国家的关注。